# Список серій серіалу «Корона»
«Корона» — це історично-драматичний телесеріал про правління королеви Єлизавети ІІ. Розроблений Пітером Морганом і створений компаніями Left Bank Pictures та Sony Pictures Television для Netflix.
Перший сезон вийшов на Netflix 4 листопада 2016 року, другий — 8 грудня 2017 року, третій — 17 листопада 2019 року, четвертий — 15 листопада 2020 року. П'ятий сезон вийшов 9 листопада 2022 року.
Станом на 9 листопада 2022 року вийшло 50 серій. У липні 2020 року Netflix оголосив, що серіал отримає шостий і останній сезон, який буде поділено на дві частини: прем'єра першої частини — 16 листопада 2023 року, другої — 14 грудня 2023 року.

## Список сезонів
| Сезон | Епізоди  | Епізоди  | Оригінальний випуск | Оригінальний випуск |
| ----- | -------- | -------- | ------------------- | ------------------- |
| 1     | 10       | 10       | 4 листопада 2016    | 4 листопада 2016    |
| 2     | 10       | 10       | 8 грудня 2017       | 8 грудня 2017       |
| 3     | 10       | 10       | 17 листопада 2019   | 17 листопада 2019   |
| 4     | 10       | 10       | 15 листопада 2020   | 15 листопада 2020   |
| 5     | 10       | 10       | 9 листопада 2022    | 9 листопада 2022    |
| 6     | 10 (4+6) | 10 (4+6) | 16 листопада 2023   | 16 листопада 2023   |

## Серії

### 1 сезон (2016)
| №  | № (в сезоні) | Назва                                      | Режисер          | Сценарій     | Дата прем'єри    |
| -- | ------------ | ------------------------------------------ | ---------------- | ------------ | ---------------- |
| 1  | 1            | «Wolferton Splash» «Волфертонський ставок» | Стівен Долдрі    | Пітер Морган | 4 листопада 2016 |
| 2  | 2            | «Hyde Park Corner» «На розі Гайд-парку»    | Стівен Долдрі    | Пітер Морган | 4 листопада 2016 |
| 3  | 3            | «Windsor» «Віндзор»                        | Філіп Мартін     | Пітер Морган | 4 листопада 2016 |
| 4  | 4            | «Act of God» «Десниця Божа»                | Джуліан Джарролд | Пітер Морган | 4 листопада 2016 |
| 5  | 5            | «Smoke and Mirrors» «Дим в очі»            | Філіп Мартін     | Пітер Морган | 4 листопада 2016 |
| 6  | 6            | «Gelignite» «Вибуховий скандал»            | Джуліан Джарролд | Пітер Морган | 4 листопада 2016 |
| 7  | 7            | «Scientia Potentia Est» «Знання - це сила» | Бенджамін Карон  | Пітер Морган | 4 листопада 2016 |
| 8  | 8            | «Pride & Joy» «Гордість і радість»         | Філіп Мартін     | Пітер Морган | 4 листопада 2016 |
| 9  | 9            | «Assassins» «Убивці»                       | Бенджамін Карон  | Пітер Морган | 4 листопада 2016 |
| 10 | 10           | «Gloriana» «Ґлоріана»                      | Філіп Мартін     | Пітер Морган | 4 листопада 2016 |

### 2 сезон (2017)
| №  | № (в сезоні) | Назва                                     | Режисер         | Сценарій                     | Дата прем'єри |
| -- | ------------ | ----------------------------------------- | --------------- | ---------------------------- | ------------- |
| 11 | 1            | «Misadventure» «Авантюра»                 | Філіп Мартін    | Пітер Морган                 | 8 грудня 2017 |
| 12 | 2            | «A Company of Men» «Товариство чоловіків» | Філіп Мартін    | Пітер Морган                 | 8 грудня 2017 |
| 13 | 3            | «Lisbon» «Лісабон»                        | Філіп Мартін    | Пітер Морган                 | 8 грудня 2017 |
| 14 | 4            | «Beryl» «Берил»                           | Бенджамін Карон | Пітер Морган та Емі Дженкінс | 8 грудня 2017 |
| 15 | 5            | «Marionettes» «Маріонетки»                | Філіппа Лоуторп | Пітер Морган                 | 8 грудня 2017 |
| 16 | 6            | «Vergangenheit» «Минуле»                  | Філіппа Лоуторп | Пітер Морган                 | 8 грудня 2017 |
| 17 | 7            | «Matrimonium» «Шлюб»                      | Бенджамін Карон | Пітер Морган                 | 8 грудня 2017 |
| 18 | 8            | «Dear Mrs Kennedy» «Люба місіс Кеннеді»   | Стівен Долдрі   | Пітер Морган                 | 8 грудня 2017 |
| 19 | 9            | «Paterfamilias» «Голова сім'ї»            | Стівен Долдрі   | Пітер Морган та Том Едж      | 8 грудня 2017 |
| 20 | 10           | «Mystery Man» «Таємничий чоловік»         | Бенджамін Карон | Пітер Морган                 | 8 грудня 2017 |

### 3 сезон (2019)
| №  | № (в сезоні) | Назва                              | Режисер         | Сценарій                     | Дата прем'єри     |
| -- | ------------ | ---------------------------------- | --------------- | ---------------------------- | ----------------- |
| 21 | 1            | «Olding» «Олдінг»                  | Бенджамін Карон | Пітер Морган                 | 17 листопада 2019 |
| 22 | 2            | «Margaretology» «Маргаретологія»   | Бенджамін Карон | Пітер Морган                 | 17 листопада 2019 |
| 23 | 3            | «Aberfan» «Аберфан»                | Бенджамін Карон | Пітер Морган                 | 17 листопада 2019 |
| 24 | 4            | «Bubbikins» «Баббікінс»            | Бенджамін Карон | Пітер Морган                 | 17 листопада 2019 |
| 25 | 5            | «Coup» «Змова»                     | Крістіан Швохов | Пітер Морган                 | 17 листопада 2019 |
| 26 | 6            | «Tywysog Cymru» «Принц Уельський»  | Крістіан Швохов | Пітер Морган та Джеймс Грем  | 17 листопада 2019 |
| 27 | 7            | «Moondust» «Місячний пил»          | Джессіка Гоббс  | Пітер Морган                 | 17 листопада 2019 |
| 28 | 8            | «Dangling Man» «Між двома світами» | Сем Донован     | Пітер Морган та Девід Хенкок | 17 листопада 2019 |
| 29 | 9            | «Imbroglio» «Непорозуміння»        | Сем Донован     | Пітер Морган                 | 17 листопада 2019 |
| 30 | 10           | «Cri de Coeur» «Крик душі»         | Джессіка Гоббс  | Пітер Морган                 | 17 листопада 2019 |

### 4 сезон (2020)
| №  | № (в сезоні) | Назва                                            | Режисер          | Сценарій                           | Дата прем'єри     |
| -- | ------------ | ------------------------------------------------ | ---------------- | ---------------------------------- | ----------------- |
| 31 | 1            | «Gold Stick» «Золота паличка»                    | Бенджамін Карон  | Пітер Морган                       | 15 листопада 2020 |
| 32 | 2            | «The Balmoral Test» «Іспит у Балморті»           | Пол Віттінгтон   | Пітер Морган                       | 15 листопада 2020 |
| 33 | 3            | «Fairytale» «Казка»                              | Бенджамін Карон  | Пітер Морган                       | 15 листопада 2020 |
| 34 | 4            | «Favourites» «Улюбленці»                         | Пол Віттінгтон   | Пітер Морган                       | 15 листопада 2020 |
| 35 | 5            | «Fagan» «Фаґан»                                  | Пол Віттінгтон   | Пітер Морган та Джонатан Д. Вілсон | 15 листопада 2020 |
| 36 | 6            | «Terra Nullius» «Нічия земля»                    | Джуліан Джарролд | Пітер Морган                       | 15 листопада 2020 |
| 37 | 7            | «The Hereditary Principle» «Принцип спадковості» | Джессіка Гоббс   | Пітер Морган                       | 15 листопада 2020 |
| 38 | 8            | «48:1»                                           | Джуліан Джарролд | Пітер Морган                       | 15 листопада 2020 |
| 39 | 9            | «Avalanche» «Лавина»                             | Джессіка Гоббс   | Пітер Морган                       | 15 листопада 2020 |
| 40 | 10           | «War» «Війна»                                    | Джессіка Гоббс   | Пітер Морган                       | 15 листопада 2020 |

### 5 сезон (2022)
| № серії (загалом) | № серії (в сезоні) | Назва серії                 | Режисер(и)         | Сценарист(и) | Оригінальна дата виходу |
| ----------------- | ------------------ | --------------------------- | ------------------ | ------------ | ----------------------- |
| 41                | 1                  | «Синдром королеви Вікторії» | Джессіка Гоббс     | Пітер Морган | 9 листопада 2022        |
| 42                | 2                  | «Система»                   | Джессіка Гоббс     | Пітер Морган | 9 листопада 2022        |
| 43                | 3                  | «Му-Му»                     | Алекс Габассі      | Пітер Морган | 9 листопада 2022        |
| 44                | 4                  | «Жахливий рік»              | Мей ель-Тукі       | Пітер Морган | 9 листопада 2022        |
| 45                | 5                  | «На крок попереду»          | Мей ель-Тукі       | Пітер Морган | 9 листопада 2022        |
| 46                | 6                  | «Будинок Іпатьєва»          | Крістіан Швохов    | Пітер Морган | 9 листопада 2022        |
| 47                | 7                  | «Нейтральна зона»           | Ерік Ріхтер Стренд | Пітер Морган | 9 листопада 2022        |
| 48                | 8                  | «Порох»                     | Ерік Ріхтер Стренд | Пітер Морган | 9 листопада 2022        |
| 49                | 9                  | «Пара № 31»                 | Крістіан Швохов    | Пітер Морган | 9 листопада 2022        |
| 50                | 10                 | «Виведення з експлуатації»  | Алекс Габассі      | Пітер Морган | 9 листопада 2022        |

## Список серій
| №  | № (в сезоні) | Назва                                   | Режисер            | Сценарій     | Дата прем'єри     |
| -- | ------------ | --------------------------------------- | ------------------ | ------------ | ----------------- |
| 51 | 1            | «Persona Non Grata» «Персона нон грата» | Алекс Габассі      | Пітер Морган | 16 листопада 2023 |
| 52 | 2            | «Two Photographs» «Дві фотографії»      | Крістіан Швохов    | Пітер Морган | 16 листопада 2023 |
| 53 | 3            | «Dis-Moi-Oui» «Скажи мені так»          | Крістіан Швохов    | Пітер Морган | 16 листопада 2023 |
| 54 | 4            | «Aftermath» «Наслідки»                  | Крістіан Швохов    | Пітер Морган | 16 листопада 2023 |
| 55 | 5            | «Willsmania» «Одержимість Вільямом»     | Мей ель-Тухі       | Пітер Морган | 14 грудня 2023    |
| 56 | 6            | «Ruritania» «Руританія»                 | Ерік Ріхтер Стренд | Пітер Морган | 14 грудня 2023    |
| 57 | 7            | «Alma Mater» «Альма-матер»              | Мей ель-Тухі       | Пітер Морган | 14 грудня 2023    |
| 58 | 8            | «Ritz» «Ріц»                            | Алекс Габассі      | Пітер Морган | 14 грудня 2023    |
| 59 | 9            | «Hope Street» «Вулиця надії»            | Ерік Ріхтер Стренд | Пітер Морган | 14 грудня 2023    |
| 60 | 10           | «Sleep, Dearie Sleep» «Спи, люба, спи»  | Стівен Долдрі      | Пітер Морган | 14 грудня 2023    |